# Vermund Larsen A/S
 Der er for få eller ingen kildehenvisninger i denne artikel, hvilket er et problem. Du kan hjælpe ved at angive troværdige kilder til de påstande, som fremføres i artiklen.

Vermund Larsen A/S er en dansk producent af borde og stole med hovedkvarter i Aalborg. Virksomheden viderefører møbeldesigner Vermund Larsens designmøbler. I 2023 havde møbelfabrikken 135 ansatte og den ejes af familien Larsen. Selskabet blev etableret i 1975 efter Vermund Larsens død i 1970.